# World of Kids
World of Kids é um filme de drama em curta-metragem estadunidense de 1951 dirigido e escrito por Robert Youngson. Venceu o Oscar de melhor curta-metragem em live-action: 1 bobina na edição de 1952.